# Немања Томић
Немања Томић (Крагујевац, 21. јануар 1988) српски је фудбалер. Игра на позицији везног играча.

## Клупска каријера
Прве фудбалске кораке начинио у родном Крагујевцу, у тамошњем ФК Раднички. Већ са 16 година је заиграо за сениорски тим Радничког и по томе је рекордер у историји овог клуба.
Током 2006. године је прешао у београдски Партизан. Пола године је наступао за омладинце црно-белих, а потом је сезоне 2006/07. и 2007/08, као и први (јесењи) део сезоне 2008/09. наступао за Телеоптик, филијалу Партизана. Почетком 2009. године прекомандован је у први тим Партизана. За „црно-беле“ је одиграо 158 такмичарских утакмица (првенство, куп и Европа) и постигао 31 гол. У дресу тима из Хумске освојио четири титуле првака Србије (2009, 2010, 2011, 2012) и два трофеја Купа Србије (2009, 2011). Остаће уписан у анале клупске историје „црно-белих“ као стрелац 300. европског гола Партизана (против Интера из Милана у Београду у Лиги Европе).
У јануару 2013. потписао је за турски Генчлербирлиги. После три и по године у Генчлербирлигију, прешао је у друголигаша Гиресунспор. Томић је имао још годину дана уговора са клубом из престонице, али с обзиром да Генчлер није рачунао на њега, договорено је да последњу годину одради на позајмици у друголигашу са обале Црног мора. У сезони 2017/18. наступао је за грчког друголигаша Трикалу.
У октобру 2018. године се вратио у српски фудбал и потписао уговор са Земуном. За Земун је одиграо 20 првенствених утакмица, уз четири постигнута гола, али је клуб на крају такмичарске 2018/19. испао из Суперлиге Србије. У јуну 2019. потписао је уговор са Радничким из Ниша. У дресу Радничког је наступио на седам утакмица (две у квалификацијама за Лигу Европе и пет у Суперлиги) да би у истом прелазном року, 2. септембра 2019, напустио клуб и прешао у Радник из Сурдулице. Дана 5. октобра 2020. се вратио у матични Раднички 1923, потписавши уговор до краја такмичарске 2020/21. у Првој лиги Србије. Са екипом Радничког је изборио пласман у Суперлигу Србије, након чега му је истекао уговор. Почетком септембра 2021. потписао је нови уговор са Радничким. Крајем 2022. године напустио је Раднички и потписао за Младост из Лучана. Вратио се у крагујевачки Раднички у септембру 2023. године. У јулу 2024. потписао је за Напредак из Марковца, члана Српске лиге Запад.

## Репрезентација
Почетком фебруара 2009. дебитовао за младу репрезентацију Србије (пријатељска утакмица на Кипру) и исте године био учесник У-21 Европског првенства у Шведској (у сва три меча ушао са клупе).
За сениорску репрезентацију Србије је дебитовао 7. априла 2010. на пријатељској утакмици против репрезентације Јапана, када је такође постигао гол.

## Трофеји

### Партизан
- Суперлига Србије (4): 2008/09, 2009/10, 2010/11, 2011/12.
- Куп Србије (2): 2008/09, 2010/11.